# Jackie Blanchflower
Jackie Blanchflower, né le 7 mars 1933 à Belfast (Irlande du Nord), mort le 2 septembre 1998 à Manchester (Angleterre), était un footballeur nord-irlandais qui évoluait au poste de milieu de terrain à Manchester United et en équipe d'Irlande du Nord.
Blanchflower a marqué un but lors de ses douze sélections avec l'équipe d'Irlande du Nord entre 1954 et 1958.
Jackie Blanchflower est le frère cadet de Danny Blanchflower.

## Palmarès

### En équipe nationale
- 12 sélections et 1 but avec l'équipe d'Irlande du Nord entre 1954 et 1958.

### Avec Manchester United
- Vainqueur du Championnat d'Angleterre de football en 1952, 1956 et 1957.
- Vainqueur du Charity Shield en 1952, 1956 et 1957.

### Anecdote
Il était l'un des survivants du crash du Vol 609 British European Airways.